# آسترا باس
آسترا باس (انگلیسی: Astra Bus) شرکت اتوبوس‌سازی رومانیایی است، که در سال ۱۹۹۶ تأسیس شد.